# 倪濤 (宋朝)
倪涛（1086年—1125年），字巨济，号波澄，安徽廣德人，原籍浙江永嘉，宋朝政治人物、詩人、畫家。

## 生平
原籍浙江永嘉，其父倪均型遷居安徽廣德，元祐元年（1086年）出生，是家中次子，十五歲時在太學考試中獲第一名，登大观三年（1109年）進士，先後擔任庐陵尉、信阳军教授，後入朝為太学正、秘书省校书郎、著作佐郎、司勋、左司员外郎等職，宣和五年（1123年）宋徽宗想再次出兵燕雲，當時朝廷官員附和著出謀劃策，只有倪濤一個人反對，並認為遼朝沒有違反澶淵之盟，宋朝太平日久武備鬆懈，不應輕開邊釁。此舉觸怒了當權的王黼，倪濤被貶监朝城县酒税，再徙茶陵船场，宣和七年（1125年）辭官歸本籍永嘉长林，同年去世，葬於永嘉诸浦君子峰，第二年金兵南侵，宋徽宗想起他的話，於是任命其子倪流菽為章州司法。

## 作品
倪濤善於畫草蟲動物，尤其是蜥蜴、蒼蠅和蟾蜍等，並著有詩集《云阳集》、《玉溪集》。

## 家庭
倪濤是溫州长林倪氏大宗的始祖。
- 父倪均型，遷居安徽廣德。
- 妻李氏，封為夫人。
  - 長子倪流蕃，早卒。
  - 次子倪流菽，靖康元年授章州司法。
  - 三子倪流蕙。[8]